# Eunidia ochreopicta
Eunidia ochreopicta är en skalbaggsart som beskrevs av Stefan von Breuning 1964. Eunidia ochreopicta ingår i släktet Eunidia och familjen långhorningar. Inga underarter finns listade i Catalogue of Life.